# تری جونز (کشیش)
تِری جونز (انگلیسی: Terry Jones، زاده اکتبر ۱۹۵۱) کشیش اسلام‌ستیز کلیسای کوچکی در ایالت فلوریدا است. وی در آستانه نهمین سالگرد حملات ۱۱ سپتامبر خواستار برگزاری مراسم قرآن‌سوزی شد. هرچند سرانجام این برنامه را لغو کرد. به گزارش بی بی سی، او در این باره گفته‌است:
از مسلمانان نفرت ندارم؛ اما از سوزاندن قرآن برای هشدار دربارهٔ اصول اعتقادی و ایدئولوژی اسلام که از آن نفرت دارم استفاده خواهم کرد.
به گفته واشینگتن تایمز، تری جونز بار دیگر اعلام کرد که در دوازدهمین سالگرد حادثه ۱۱ سپتامبر می‌خواهد که «طرح بین‌المللی سوزاندن ۲۹۹۸ قرآن» را به اجرا درآورد. سازمان جونز، اعلام کرده که به زودی فراخوان طرح بین‌المللی سوزاندن ۲۹۹۸ قرآن را منتشر خواهد کرد. به گفته این کشیش، عدد ۲۹۹۸ شمار قربانیانی است که در حادثه ۱۱ سپتامبر ۲۰۰۱ در نیویورک جان خود را از دست دادند. با وجود این، هنگام تلاش برای سوزاندن سه هزار نسخه از قرآن بازداشت شد.

## علت و انگیزه
این کشیش آمریکایی بازداشت یوسف ندرخانی، کشیش ایرانی را دلیل عمده قرآن‌سوزی اعلام کرد. به گزارش رادیو فردا، جونز در اعتراض به این بازداشت در مقابل کلیسای خود در فلوریدا، قرآن و تصویری از پیامبر اسلام را به آتش کشید. یوسف ندرخانی، کشیش پروتستان است که در اکتبر ۲۰۰۹ در ایران بازداشت شد. او در ۱۹ سالگی دین خود را از اسلام به مسیحیت تغییر داده و گفته شده که به دلیل خودداری از «بازگشت به دین اسلام» با مجازات اعدام روبرو بوده‌است. (سرانجام پس از تبرئه، حکم اعدام وی باطل و از زندان آزاد شد).

## موضع‌گیری‌ها
آصف‌علی زرداری، رئیس‌جمهور پاکستان این کار تری جونز را محکوم کرد. همچنین این اقدام، از سوی مالزی، ایران، بریتانیا، واتیکان، پیمان آتلانتیک شمالی (ناتو)، و ایالات متحده آمریکا محکوم شد. ژنرال دیوید پترائوس، فرمانده نیروهای ائتلاف تحت رهبری آمریکا در افغانستان، تهدید به این اقدام را محکوم کرد. به گفته پنتاگون، رابرت گیتس، وزیر دفاع ایالات متحده آمریکا، نیز در این خصوص در طی تماس تلفنی به جونز گفت: «این کار جان سربازان ما را ـ به ویژه در عراق و افغانستان ـ به خطر می‌اندازد». «هیلاری کلینتون»، وزیر خارجه ایالات متحده آمریکا نیز تهدید تری جونز به انجام سوزاندن کتاب قرآن را محکوم کرد. به گزارش رادیو فردا، در اعتراض به برنامه قرآن سوزی در فلوریدا، گروهی از مردم افغانستان در مقابل نیروهای ناتو در بدخشان تجمع کردند که در این تجمع به سوی آنها شلیکی انجام شد و در پی آن یک کشته و هشت زخمی برجای ماند. از شخصیت‌های مذهبی کشورهای اسلامی که این برنامه را محکوم کردند؛ می‌توان به سید علی سیستانی از مراجع تقلید شیعی در عراق و اسماعیل هنیه نخست وزیر حماس اشاره کرد. دولت دانمارک در مه ۲۰۱۷ تری جونز را ممنوع الورود اعلام کرد. اینگر استویبرگ وزیر مهاجرت دانمارک، دلیل آن را نفرت پراکنی در سخنرانی‌های جونز بیان کرده‌است. پیشتر از این، دولت کانادا در سال ۲۰۱۲ نیز به او اجازه ورود به کشور را نداده بود.